# Jean Baptiste Desmazières
Jean Baptiste Henri Joseph Desmazières (Lilla, 10 luglio 1786 – Lambersart, 23 giugno 1862) è stato un micologo francese.

## Biografia
Esercitò la professione di farmacista a Lille, ma la sua passione fu nel campo micologico. Pubblicò numerosi studi sulle piante crittogame e fanerogame del Nord della Francia.
Fu anche consigliere municipale di Lambersart e membro della Société botanique de France, della Société impériale des sciences, de l'agriculture et des arts di Lille e della Société botanique de Bruxelles.
Fu l'editore della rivista Annales des sciences naturelles e del Bulletin de la société des sciences di Lilla.
Il 24 gennaio 1841 divenne socio dell'Accademia delle scienze di Torino.

## Pubblicazioni
- (1825 - 1851) Plantes cryptogames du Nord de la France
- (1827) "Recherches microscopiques et physiologique sur le genre Mycoderma" (Microscopic and physiological Researches on the genus Mycoderma) in Annales des Sciences Naturelles. Botanique 10 pp. 42 - 67
- (1853 - 1861) Plantes cryptogames de France